# 251 Sophia
251 Sophia este un asteroid din centura principală, descoperit pe 4 octombrie 1885, de Johann Palisa.